# Бутусовский посёлок
Буту́совский посёлок — комплекс жилых домов в центральной части города Ярославля, в квартале, ограниченном улицами Республиканской, Свердлова, Чайковского и Пушкина. Был построен по инициативе заведующего ярославским губкоммунотделом Бутусова Константина Ивановича в 1927—1929 годах. Редкий для Ярославля памятник архитектуры конструктивизма (наряду с клубом «Гигант» и Ляпинской котельной).

## История строительства
После артиллерийских обстрелов Ярославля коммунистами в 1918 году в руинах лежала треть всех зданий в городе (2147 из 7688 имевшихся в городе жилых строений были полностью уничтожены). В 1924 году был принят генеральный план города «Новый Ярославль», в число экспертов которого вошли ведущие архитекторы страны — В. Н. Семёнов, И. В. Жолтовский, А. П. Иваницкий и др. 

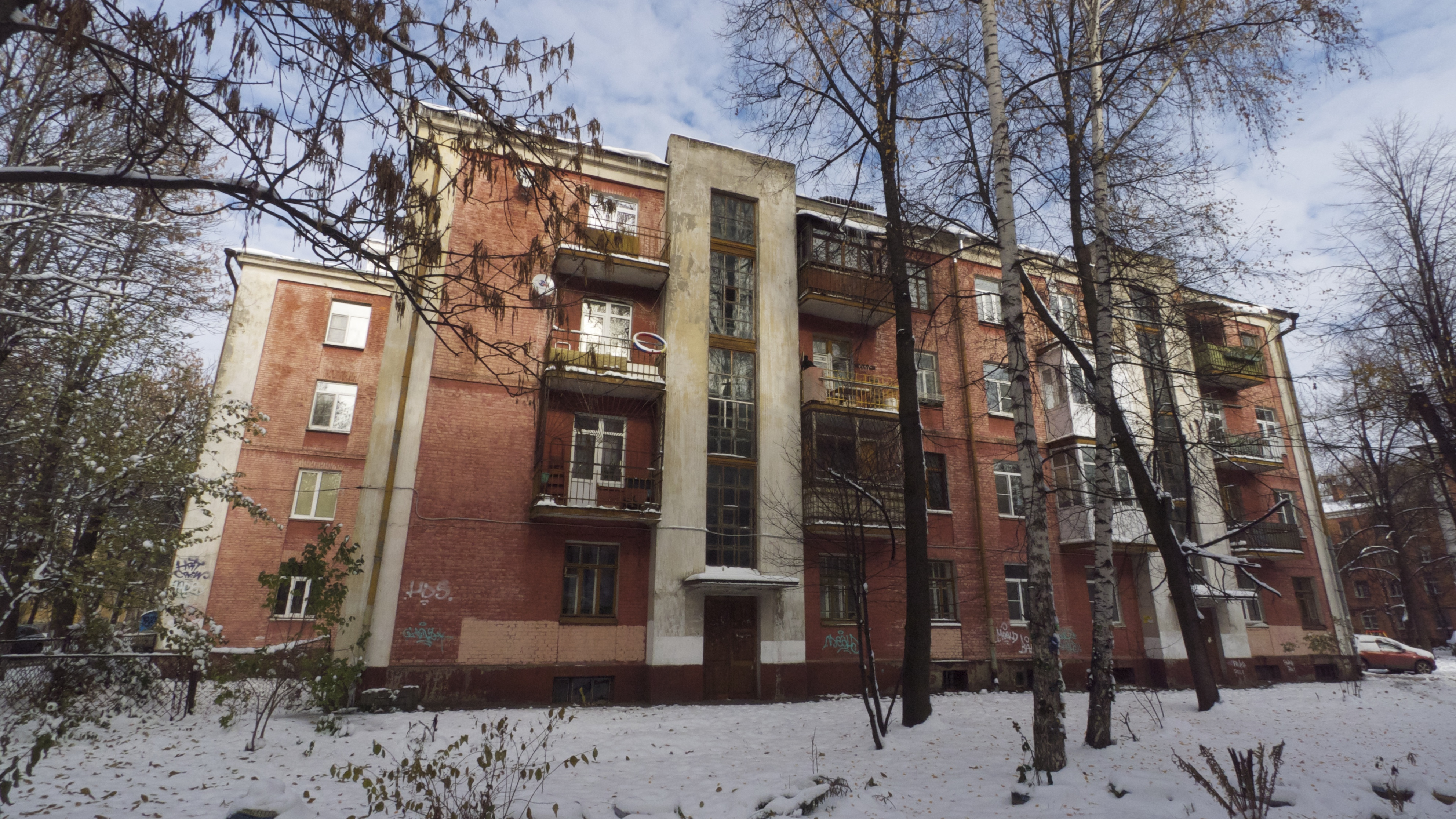
Типичное здание

Проект жилых зданий был выбран на всесоюзном конкурсе, инициированным К. И. Бутусовым в 1926 г., на который поступило 98 проектов со всей страны. Советские архитекторы заявляли о стремлении «внести новое содержание» в проекты, отразить «переход к новому быту и торжество коммунистических идеалов». Победивший проект архитектора В. В. Кратюка стал первым в очереди на исполнение.
В 1927 году заложили фундамент первых трёх домов, затем четвёртого и пятого. На следующий год приступили к отделочным работам и подводке инженерных коммуникаций. Осенью 1928 года заложили фундамент шестого дома, в 1929 — седьмого. В январе 1929 года первые пять домов были сданы в эксплуатацию. Квартиры в домах были коммунальными, заселяли их покомнатно. На 240 мест поступило 6 тысяч заявлений от нуждающихся. Но при распределении действовал классовый принцип — 80 процентов жилья получили рабочие, остальное отдали «красноармейцам и служащим, живущим в неблагоприятных условиях».

## Планировка
В состав посёлка входят семь четырёхэтажных П-образных домов (улица Свердлова, дд. 21, 21а, 23, 23а, 25/28, ул. Пушкина, д. 20, ул. Чайковского, д. 56). Зеркально отражённые дома образуют систему «дворсадов», которые по задумке архитектора должны стать центром общественной жизни. Кроме жилых помещений, в домах предусмотрены объекты торговли и социально-бытовых услуг (прачечная, магазин потребительских товаров и др.). Для жителей посёлка был организован клуб в бывшей синагоге, располагающейся по соседству.
К западу от посёлка был создан Бутусовский парк, в 1944 году объявленный главным парком города. В начале XXI века, несмотря на протесты градозащитников, началась вырубка парка и его застройка торгово-офисными объектами.